# Puccinellia hispanica
Puccinellia hispanica là một loài thực vật có hoa trong họ Hòa thảo. Loài này được Julià & J.M.Monts. miêu tả khoa học đầu tiên năm 1999.